# 巴伐利亞的亞歷山德拉
巴伐利亞的亞歷山德拉（德語：Alexandra Amalie von Bayern；1826年8月26日—1875年9月21日），巴伐利亞國王路德維希一世的幼女。
亞歷山德拉終生未婚，死後葬在慕尼黑的铁阿提纳教堂。